# Вільям Тарн
Вільям Вудторп Тарн (англ. Sir William Woodthorpe Tarn; відомий як W. W. Tarn; 26 лютого 1869, Лондон — 7 листопада 1957, Інвернесс) — британський історик, вчений і письменник. Досліджував елліністичний період. Науковий співробітник Британської академії (1928); почесний доктор Единбурзького університету (1933) і Триніті-коледжу в Кембриджі (1939), лицар Британської імперії (1952); іноземний член Нідерландської королівської академії наук.

## Біографія
Вільям Вудторп Тарн народився 26 лютого 1869 року в Лондоні в заможній родині купців. Він отримав як клясичну, так і юридичну освіту. Упродовж 1882—1888 рр. майбутній вчений навчався в Ітонському коледжі. Згодом, вступив до Триніті-коледжу (1888—1892 рр.).
Вільям Тарн розпочав кар'єру юриста, але, одночасно, захоплювався античністю, особливо еллінізмом і грецькою філософією. У період 1894—1905 рр. працював адвокатом у Лондоні. 1895 року через хворобу Вільям Тарн залишив юридичну кар'єру і переїхав разом із сім'єю до Шотландії. Він зосередився на вивченні античної історії, читав лекції.
Перші статті були присвячені деяким аспектам еллінізму в Середній Азії та Індії, що були надруковані в журналі «The Journal of Hellenic Studies» на початку ХХ ст. 1913 року опублікована його монографія про Антигона Гоната. Згодом Вільям Вудторп Тарн написав твори про елліністичну цивілізацію (1927), про держави греків у Бактрії та Індії (1938), про Александра Македонського (1949) тощо. Вільям Тарн у книзі «Греки в Бактрії та Індії» (англ. The Greeks in Bactria and India) досліджує історію греко-бактрійців й індо-греків. Його праця стала основою для вивчення індо-грецьких монет шрі-ланкського історика й нумізмата — Осмунда Бопеараччі.
Вільям Тарн брав участь у підготовці енциклопедичного видання «Кембріджська історія давнини», а саме написав розділи до 6, 7, 9, 10-го томів. Автор численних рецензій і статей.
Головним захопленням завжди був період еллінізму, але чимало творів, що досліджують життя греків і римлян, історії пізньої Римської республіки, а також історію Персії і Парфії тощо. 1919 року вийшла друком дитяча книжечка «Скарби туманного острова», яку Вільям Тарн присвятив доньці.
Помер Вільям Вудторп Тарн 7 листопада 1957 року у власному будинку в Шотландії, біля Інвернесса.

## Вибрані твори
- Антигон ІІ Гонат / Antigonos Gonatas [Архівовано 22 жовтня 2018 у Wayback Machine.]. Oxford: Clarendon Press, 1913[5].
  - Перевидання:
    - Oxford University Press, 1969. — ISBN 0-19-814275-7.
    - Чикаго: Argonaut, 1969. — ISBN 0-8244-0142-5.

- Скарб острова Туману / The Treasure of the Isle of Mist. Лондон, 1919. — фантастична казка для дітей.
  - Перевидання:
    - The Treasure of the Isle of Mist: A Tale of the Isle of Skye. 1938.
- Елліністична доба: аспекти елліністичної цивілізації / The Hellenistic Age: Aspects of Hellenistic Civilisation, спільно з Джоном Барі (J.B. Bury), Е. Барбером (E.A. Barber), Едвіном Біваном (Edwyn Bevan). Кембрідж: Cambridge University Press, 1923.
- Елліністична цивілізація / Hellenistic Civilisation. Лондон: Edward Arnold & Co., 1927.
  - Перевидання:
    - 2-ге видання, 1930.
    - 3-тє видання спільно з Дж. Гріффітом (G.T. Griffith), 1952.
    - Видання російською мовою: Вильям Тарн. Эллинистическая цивилизация. [Архівовано 29 квітня 2020 у Wayback Machine.] // М.: Изд-во иностранной литературы. 1949. 372 с.
- Дослідження про Селевкидів-Парфянів / Seleucid-Parthian Studies (Proceedings of the British Academy; XVI). Лондон: Humphrey Milford, 1930.
- Елліністичне військо й формування морської справи / Hellenistic Military and Naval Developments. Кембрідж, 1930.
  - Перевидання:
    - Нью-Йорк, 1998. — ISBN 0-8196-0169-1.

- Александр Великий та об'єднання людства / Alexander the Great and the Unity of Mankind. Видавництво: Humphrey Milford, 1933.
- Греки в Бактрії та Індії / The Greeks in Bactria & India. Кембрідж: Cambridge University Press, 1938.
  - Перевидання:
    - 3-тє видання, 1997. — ISBN 0-89005-524-6).
- Александр Великий у двох томах / Alexander the Great. T. 1: Narrative. T. 2: Sources and Studies. Видавництво: Cambridge U. Press, 1948.
  - Перевидання:
    - 2002. — ISBN 0-521-53137-3.